# اشلوسلفلد
شهر اشلوسلفلد (به آلمانی: Schlüsselfeld) در ایالت بایرن در کشور آلمان واقع شده‌است.